# Luzern-Stans-Engelberg-Bahn
Luzern-Stans-Engelberg-Bahn (LSE) je úzkorozchodná ozubnicová dráha s rozchodem 1000 mm ve Švýcarsku, spojující Lucern, Stansstad a Engelberg a původně provozovaná stejnojmennou společností. Po sloučení s Brünigbahn je Luzern-Stans-Engelberg-Bahn součástí Zentralbahn.

## Historie
V roce 1890 byla vydána koncese na vybudování železniční tratě z Stansstadu u Lucernského jezera do Engelbergu, tedy bez napojení na jiné tratě. Otevření tratě Stansstad-Engelberg-Bahn (StEB) bylo slavnostně provedeno v roce 1898. Trať byla elektrifikována od počátku provozu a byla v té době nejdelší elektrifikovanou tratí ve Švýcarsku. Vzhledem k maximálnímu stoupání 250 ‰ na traťovém úseku mezi Grafenortem a Engelbergem bylo rozhodnuto použít třífázový střídavý proud. V Grünenwaldu byl vybudován i most, aby se předešlo úrovňovému křížení tratě s automobilovou dopravou.
Železniční trať končila v té době ve stanici Stansstad a cestující do Luzernu museli pokračovat parníkem po jezeře nebo autobusem. Z tohoto důvodu bylo snahou propojit trať s národní železniční sítí, a to v Hergiswilu, kde již byla v provozu Brünigbahn se stejným rozchodem, vlastněná SBB. Koncese na toto propojení byla vydána v roce 1956. Stavba spojovací tratě a ražba tunelu však byla zahájena až po zajištění finančních prostředků. K tomuto přispělo i založení nové společnosti v roce 1959, ještě s názvem Elektrische Stansstad-Engelberg Bahn. V roce 1960 byly započaty práce na tunelu Lopper a dne 27. srpna 1964 projel první třífázový vlak do Engelbergu. Lokální trať byla přestavěna podle standardů Brünigbahn včetně přechodu na nové trakční napájení 15 kV 16 ⅔ Hz.
Dne 19. prosince 1964 byla trať i společnost přejmenována na Luzern-Stans-Engelberg-Bahn (LSE). Nové lokomotivy a vozy byly dále stavěny na stejnou maximální rychlosti jako u Brünigbahn (75 km/h).
V roce 2005 byly LSE a SBB Brünigbahn sloučeny a vznikla společnost Zentralbahn AG. Sloučení proběhlo tak, že SBB prodala Brünigbahn do vlastnictví LSE, která zaplatila za nákup vlastními akciemi. LSE byla následně přejmenována na Zentralbahn, ale 2/3 jejích akcií jsou nyní v držení SBB.
Otevření traťových úseků:
- 5. srpna 1898: Stansstad – Engelberg
- 19. prosince 1964: Stansstad – Hergiswil (napojení na stávající železnici)
- 1. ledna 2006: sloučení SBB Brünigbahn a Luzern-Stans-Engelberg-Bahn (LSE)

## Technická data LSE
Rozchod: 1000 mm
Provozní délka: 24,780 km
El. trakce: 3×750 V 32 Hz (1898–1964), 15 kV 16 2/3 Hz (od 1964)
Ozubnicový systém: Riggenbach
Největší sklon: 250 ‰
Počet tunelů: 1 (v provozu)
Celková délka tunelů: 1 743 m
Stanice a zastávky: 11 (v provozu)

## Povodeň 2005
Při povodních 22. srpna 2005 byla zničena dolní část tratě mezi Aaschlucht Matt a Grafenort sesuvem půdy a podemletím vodou. 15. prosince 2005 byl provoz obnoven.

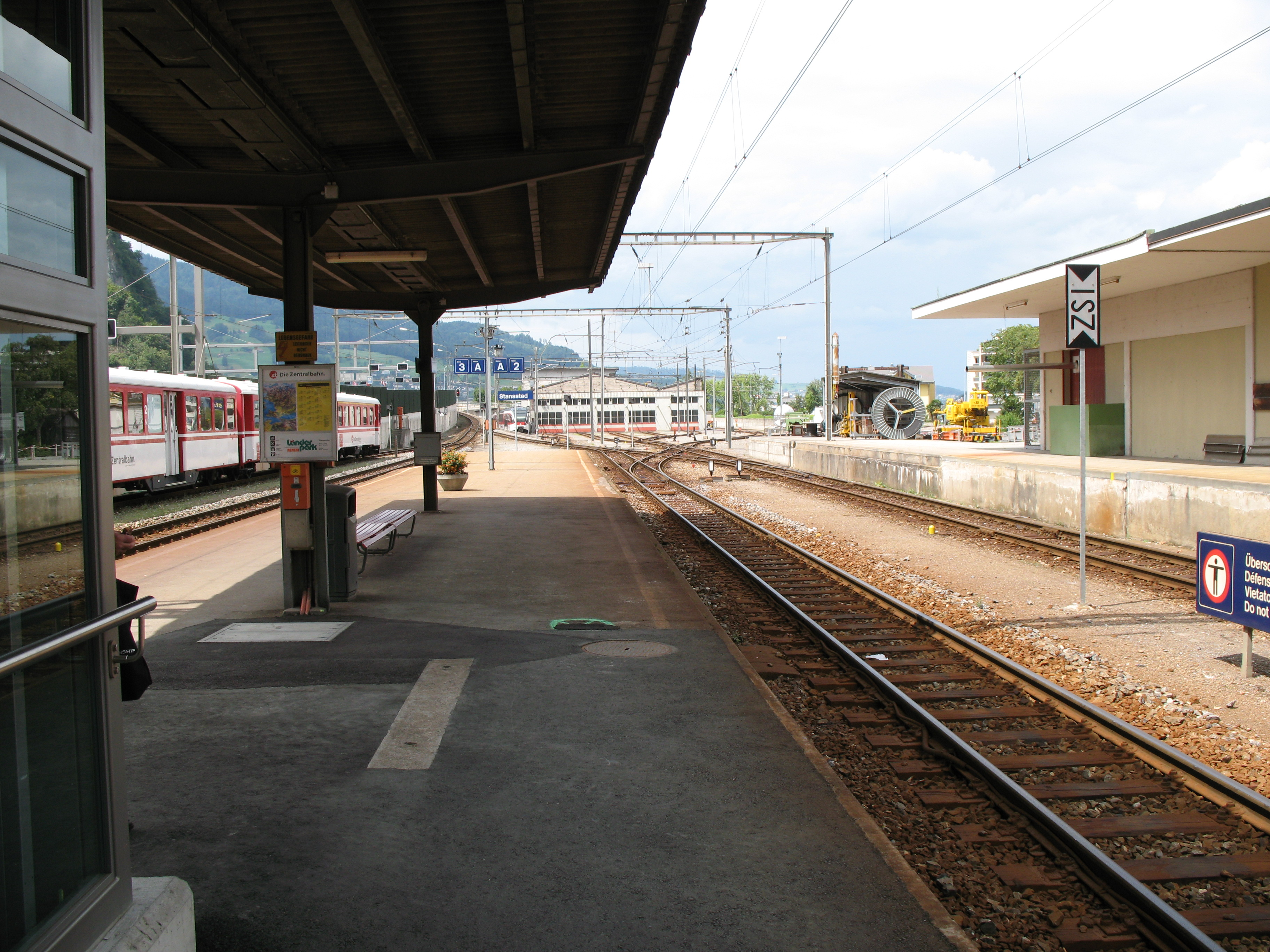
Nádraží Stansstad
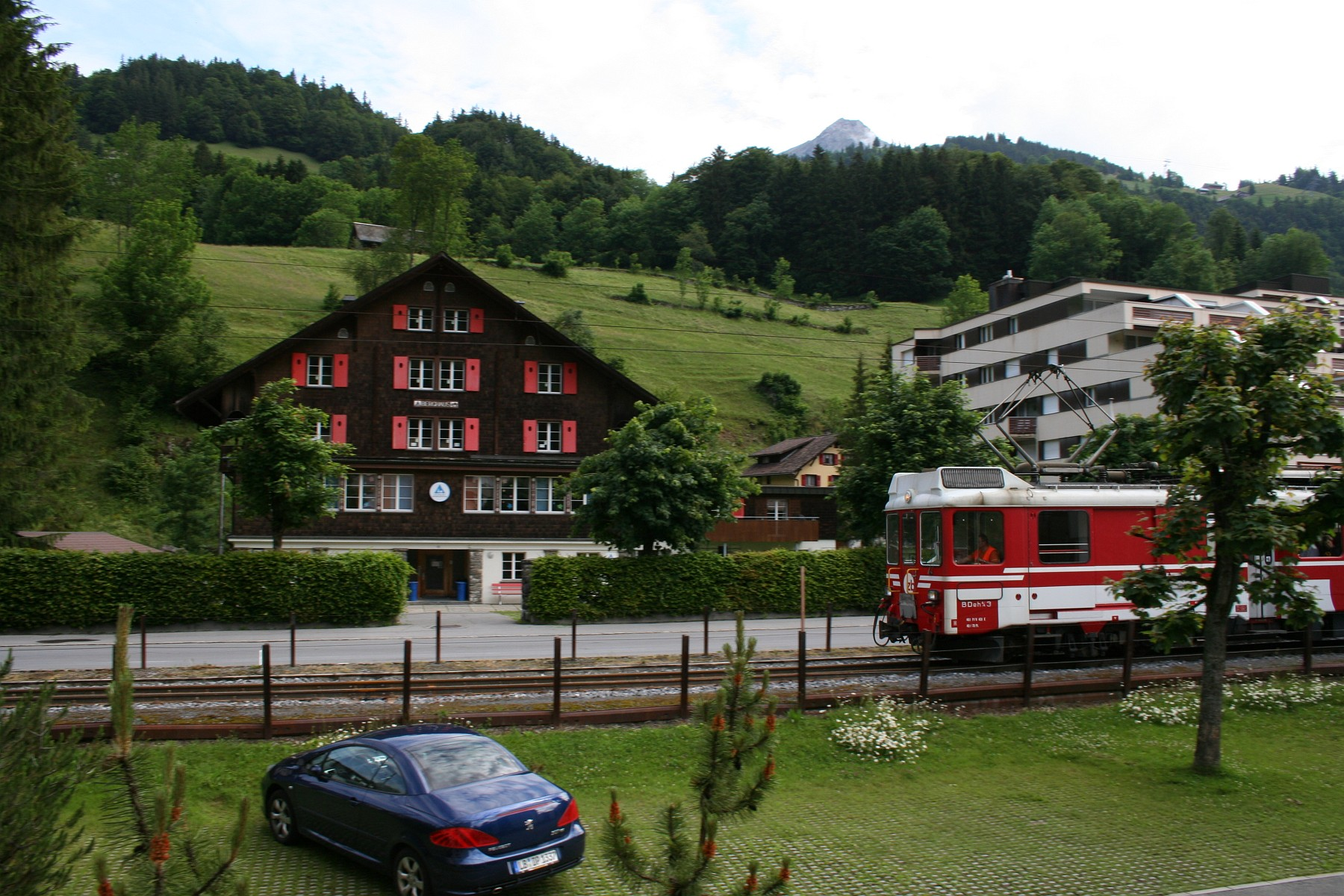
U stanice Engelberg